# La favola che vuoi
La favola che vuoi es una obra para piano solo, con música de Giovanni Allevi. Se estrenó en el Conservatorio Giuseppe Verdi de Milán el 4 de mayo de 2004 en favor de la fundación "Aiutare i Bambini – Onlus". El 13 de junio ejecutó la ópera en Hong Kong en lo que constituye su primer concierto en el extranjero.
En la representación de esta obra al público el compositor invita a los espectadores presentes a imaginarse una historia personal, sugerida por los títulos de las 17 piezas que la componen.

## Pistas
La mayor parte de las piezas están incluidas en el álbum del 2003 Composizioni.
1. Prologo (Prólogo)
2. Nel giardino di Lot (En el jardín de Lot)
3. La sfida (El desafío)
4. Il fiume (El río)
5. Le sole notizie che ho (Las únicas noticias que tengo)
6. Incontro (Encuentro)
7. L'avversario (El adversario)
8. Flut
9. L'idea (La idea)
10. Affinità elettive (Afinidad electiva)
11. Filo di perle (Hilo de perlas)
12. Il vento (El viento)
13. Luna
14. Il cavaliere (El caballero)
15. La notte prima (La primera noche)
16. La battaglia (La batalla)
17. Sipario (Telón)